# Sistem de coordonate

Exemplu de sistem de coordonate carteziene în plan

În geometrie, un sistem de coordonate reprezintă o modalitate prin care oricărui punct i se asociază în mod unic o mulțime ordonată de numere reale, numite coordonatele acelui punct.
În spațiul euclidian sunt necesare trei coordonate (abscisa, ordonata și cota), în plan sunt necesare două (abscisa și ordonata), iar pentru localizarea punctelor pe o dreaptă este necesară doar o coordonată.
Termenul de coordonată a fost introdus de Leibniz în 1692.
În geometria analitică, utilizarea sistemelor de coordonate permite transformarea problemelor de geometrie în probleme de algebră.